# Bahnhofstraße (Weimar)
Koordinaten: 50° 57′ 56,5″ N, 11° 20′ 53,1″ O

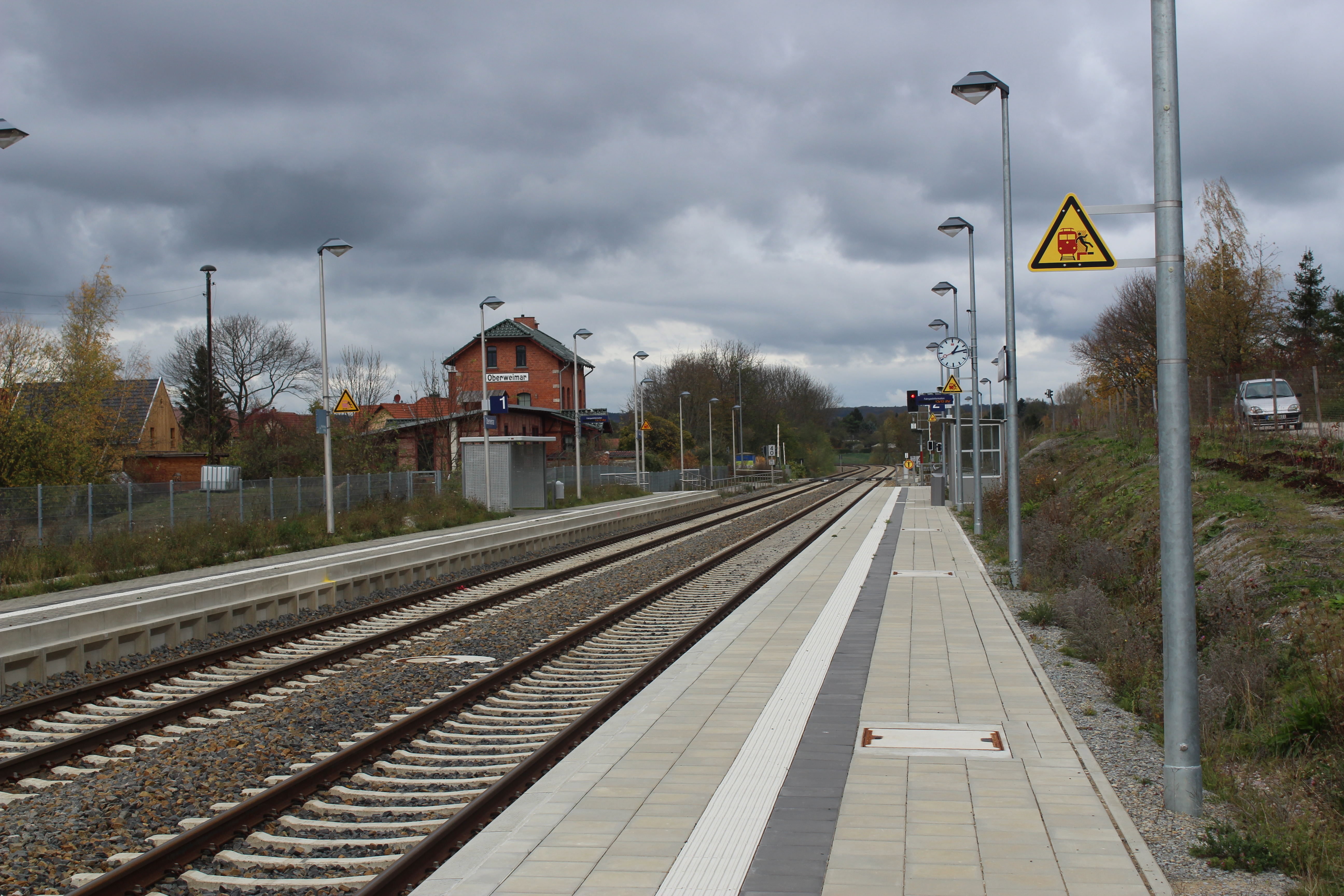
Bahnhof Oberweimar

Die Bahnhofstraße im Weimarer Stadtteil Oberweimar hat ihren Namen von dem Bahnhof Oberweimar. Die an der Taubacher Straße endende Straße hat scheinbar kaum nennenswerte Bedeutung abgesehen von dem Bahnhof. Jedoch mit dem Bereich der Bahnhofsstraße 60 durch das dortige Umspannwerk wird eben hier für einen großen Teil Weimars und darüber hinaus die Energieversorgung sichergestellt. Sie ist eine Anliegerstraße.
Die Bahnhofstraße  1 steht auf der Liste der Kulturdenkmale in Oberweimar (Thüringen). In der Bahnhofstraße 30 wohnte die Schriftstellerin Juliane Karwath, woran eine Gedenktafel erinnert. In der Bahnhofstraße 32 hat die Hainturmgesellschaft e. V. ihren Sitz.